# Julius Kaftan
Pour les articles homonymes, voir Kaftan.
Julius Kaftan, né le 30 septembre 1848 à Løjt près d'Åbenrå (Jutland du Sud) et mort le 27 août 1926 à Berlin-Steglitz, est un théologien protestant allemand.

## Sélection de publications
- Sollen und sein in ihrem Verhältnis zu einander : eine Studie zur Kritik Herbarts : Inaugural-Dissertation, E. Pöschel & Co, Leipzig, 1872, 80 p.
- (la) Veterum Ecclesiae nostrae doctorum de revelatione divina tamquam principio theologiae doctrina exponitur et dijudicatur : Diss. historica, E. Pöschel & Co, Leipzig, 1873
- Das Wesen der christlichen Religion, Bahnmaier's Verlag, Basel, 1881, 467 p.
- Die Wahrheit der christlichen Religion, C. Detloff, Basel, 1888, 586 p.
- Dogmatik, P. Siebeck, Freiburg i. B., Leipzig, Tübingen, 1897, 644 p.
- Philosophie des Protestantismus, Mohr, Tübingen, 1917, 412 p.
- Neutestamentliche Theologie : im Abriss dargestellt, M. Warneck, Berlin, 1927, 209 p.

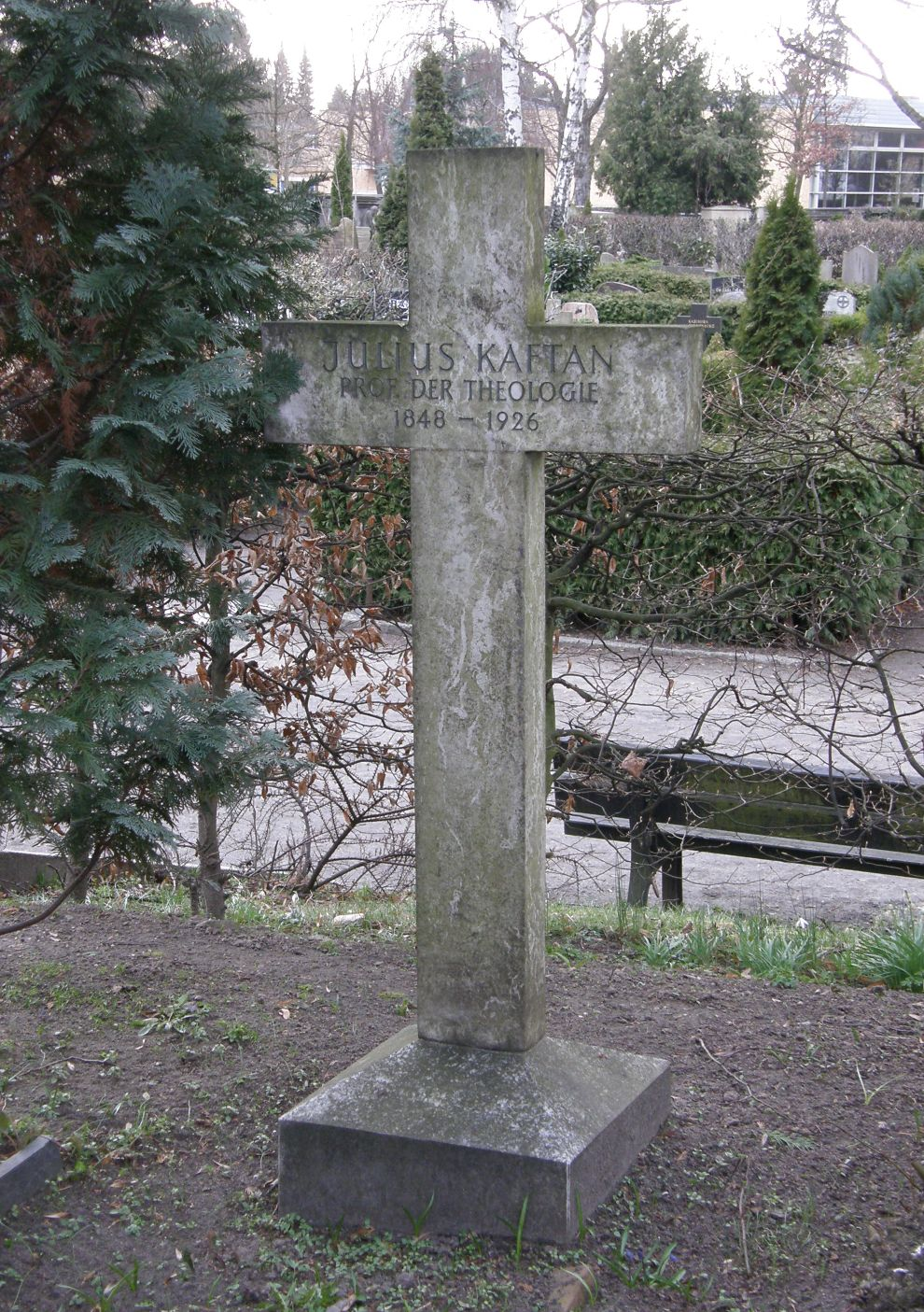
Tombe de Julius Kaftan à Berlin-Dahlem